# Сан-Франческо-д’Ассизи-ад-Ачилия (титулярная церковь)
Титулярная церковь Сан-Франческо-д’Ассизи-ад-Ачилия (лат. Titulum Sancti Francisci Assisiensis in Acilia) — титулярная церковь была создана Папой Иоанном Павлом II на консистории от 21 февраля 2003 года.. Титул принадлежит приходской церкви Сан-Франческо-д’Ассизи-ад-Ачилия, расположенной в XXXII зоне Рима Ачилия Норд, на ларго Чезидио да Фосса 18, учреждённой 16 октября 1954 года.

## Список кардиналов-священников титулярной церкви Сан-Франческо-д’Ассизи-ад-Ачилия
- Уилфрид Фокс Напье, O.F.M. (21 февраля 2001 — по настоящее время).